# Ԑ̈
Ԑ̈ ԑ̈（帶分音符的反轉Ze；斜體：Ԑ̈ ԑ̈）是一個西里爾字母，被用於漢特語中。